# Буковец (район Кошице-Околье)

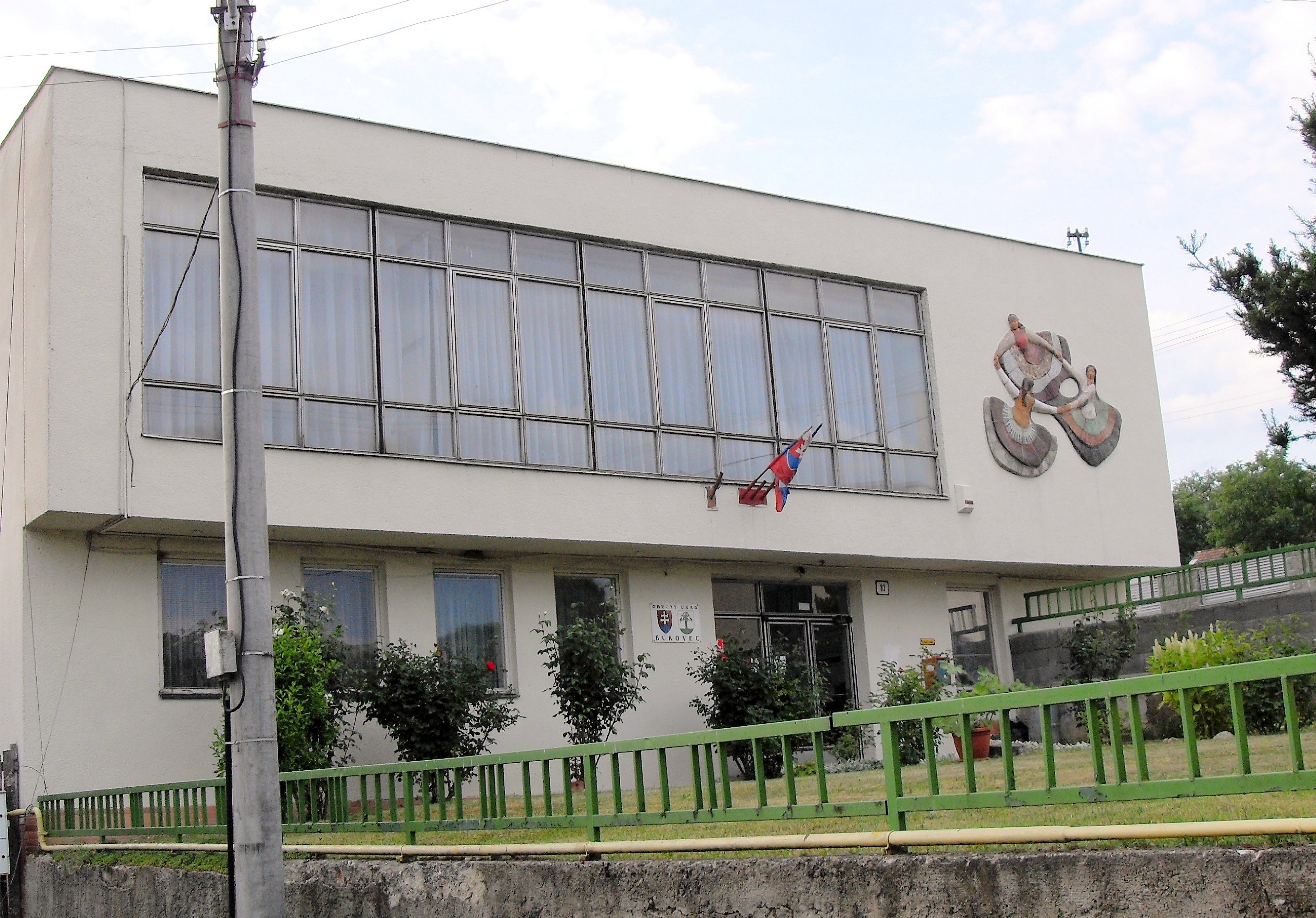
Здание местного самоуправления

Буковец (словац. Bukovec , венг. Idabukóc, нем. Bukowetz) — село в округе Кошице-Околье Кошицкого края Словакии.
Расположено Словацких Рудных горах примерно в 5 км к западу от города Кошице.
По состоянию на 31 декабря 2019 года в селе проживали 834 жителя. Площадь — 10,85 км².
Впервые упоминается в 1347 году. Название села происходит от словацкого слова buk (бук), характерного лесного покрытия этой территории.
В средние века  жители Буковца занимались добычей на местных серебряных рудниках.

## Население
| Год:                | 1994 | 2004     | 2014  | 2024    |
| ------------------- | ---- | -------- | ----- | ------- |
| Количество человек: | 594  | 700      | 805   | 881     |
| Разница:            |      | +17,84 % | +15 % | +9,44 % |